# Pedagogia libertadora
A pedagogia libertadora, também denominada pedagogia da libertação, faz parte dos postulados centrais de Paulo Freire, a qual é conhecida e pesquisada em diversas universidades ao redor do mundo. Esta pedagogia propõe uma educação crítica a serviço da transformação social. O termo está também associado à filosofia da libertação, de Enrique Dussel. Segundo Dussel, o processo pedagógico passa pelo ser humano, que é agente da própria libertação. A Pedagogia Libertadora utiliza "temas geradores", ou seja, os alunos são alfabetizados com as palavras que usam no dia-a-dia, sempre associando o processo de alfabetização com a vida.